# The Very Best of the Eagles
The Very Best of the Eagles je peti kompilacijski album ameriške glasbene skupine Eagles. Izšel je 11. julija 1994 pri založbi Elektra Records. Remasteriziran album je ponovno izšel maja 2001 z istimi skladbami, vendar v drugačnem zaporedju skladb.
Album je izšel v Evropi, Avstraliji in na Novi Zelandiji. Čeprav album ni izšel v ZDA je album bil uspešen, saj se je v devetih državah uvrstil med top 10, v sedmih je postal zlat, v treh pa platinast.

## Kompilacija
The Very Best of the Eagles je sestavljen iz 17 skladb, 15 singlov in skladb »Desperado« in »Doolin-Dalton«, ki sta izšli na albumu Desperado. Skladbe si sledijo skoraj po kronološkem vrstnem redu, razen skladba »I Can't Tell You Why«, ki je izšla na albumu The Long Run se nahaja med skladbami iz albuma One of These Nights in Hotel California. Na ponovni izdaji iz leta 2001 si skladbe med seboj sedijo po poljubnem vrstnem redu.

## Seznam skladb
| Originalna izdaja | Originalna izdaja                                        | Originalna izdaja |
| Št.               | Naslov                                                   | Dolžina           |
| ----------------- | -------------------------------------------------------- | ----------------- |
| 1.                | „Take It Easy‟ (Jackson Browne, Glenn Frey)              | 3:32              |
| 2.                | „Witchy Woman‟ (Don Henley, Bernie Leadon)               | 4:15              |
| 3.                | „Peaceful Easy Feeling‟ (Jack Tempchin)                  | 4:21              |
| 4.                | „Doolin-Dalton‟ (Browne, Frey, Henley, J. D. Souther)    | 3:30              |
| 5.                | „Desperado‟ (Frey, Henley)                               | 3:35              |
| 6.                | „Tequila Sunrise‟ (Frey, Henley)                         | 2:55              |
| 7.                | „Best of My Love‟ (Frey, Henley, Souther)                | 4:36              |
| 8.                | „James Dean‟ (Browne, Frey, Henley, Souther)             | 3:40              |
| 9.                | „I Can't Tell You Why‟ (Frey, Henley, Timothy B. Schmit) | 4:56              |
| 10.               | „Lyin' Eyes‟ (Frey, Henley)                              | 6:24              |
| 11.               | „Take It to the Limit‟ (Frey, Henley, Randy Meisner)     | 4:49              |
| 12.               | „One of These Nights‟ (Frey, Henley)                     | 4:53              |
| 13.               | „Hotel California‟ (Don Felder, Frey, Henley)            | 6:31              |
| 14.               | „New Kid in Town‟ (Frey, Henley, Souther)                | 5:04              |
| 15.               | „Life in the Fast Lane‟ (Frey, Henley, Joe Walsh)        | 4:47              |
| 16.               | „Heartache Tonight‟ (Frey, Henley, Bob Seger, Souther)   | 4:27              |
| 17.               | „The Long Run‟ (Frey, Henley)                            | 3:42              |

| Izdaja iz 2001 | Izdaja iz 2001                                     | Izdaja iz 2001 |
| Št.            | Naslov                                             | Dolžina        |
| -------------- | -------------------------------------------------- | -------------- |
| 1.             | „One of These Nights‟ (Frey, Henley)               | 4:53           |
| 2.             | „Take It Easy‟ (Browne, Frey)                      | 3:32           |
| 3.             | „Hotel California‟ (Felder, Frey, Henley)          | 6:31           |
| 4.             | „New Kid in Town‟ (Frey, Henley, Souther)          | 5:04           |
| 5.             | „Heartache Tonight‟ (Frey, Henley, Seger, Souther) | 4:27           |
| 6.             | „Tequila Sunrise‟ (Frey, Henley)                   | 2:55           |
| 7.             | „Desperado‟ (Frey, Henley)                         | 3:35           |
| 8.             | „Best of My Love‟ (Frey, Henley, Souther)          | 4:36           |
| 9.             | „Lyin' Eyes‟ (Frey, Henley)                        | 6:24           |
| 10.            | „Take It to the Limit‟ (Frey, Henley, Meisner)     | 4:49           |
| 11.            | „I Can't Tell You Why‟ (Frey, Henley, Schmit)      | 4:56           |
| 12.            | „Peaceful Easy Feeling‟ (Tempchin)                 | 4:21           |
| 13.            | „James Dean‟ (Browne, Frey, Henley, Souther)       | 3:40           |
| 14.            | „Doolin-Dalton‟ (Browne, Frey, Henley, Souther)    | 3:30           |
| 15.            | „Witchy Woman‟ (Henley, Leadon)                    | 4:15           |
| 16.            | „The Long Run‟ (Frey, Henley)                      | 3:42           |
| 17.            | „Life in the Fast Lane‟ (Frey, Henley, Walsh)      | 4:47           |

## Zasedba
Eagles
- Glenn Frey – kitare, klaviature, vokali
- Don Henley – bobni, tolkala, kitare, vokali
- Bernie Leadon – kitare, banjo, vokali
- Randy Meisner – bas kitara, vokali
- Don Felder – kitare, vokali
- Joe Walsh – kitare, klaviature, vokali
- Timothy B. Schmit – bas kitara, vokali

Dodatni glasbeniki
- Jim Ed Norman – godalni aranžmaji, klavir